# CWShredder
CWShredder es un programa que corre en Microsoft Windows para quitar la familia  spyware CoolWebSearch. Originalmente creado por Merijn Bellekom de los Países Bajos, fue comprado por InterMute el 19 de octubre de 2004 hasta que en junio de 2005 cuando InterMute fue adquirido por Trend Micro.
El programa ahora es mantenido por Trend Micro, y es actualmente ofrecido en dos formas:
- integrado dentro del Trend Micro Anti-Spyware, antes SpySubtract
- un programa freeware independiente